# العلاقات البالاوية الفرنسية
العلاقات البالاوية الفرنسية هي العلاقات الثنائية التي تجمع بين بالاو وفرنسا.

## مقارنة بين البلدين
هذه مقارنة عامة ومرجعية للدولتين:
| وجه المقارنة                                              | بالاو                         | فرنسا                                                    |
| --------------------------------------------------------- | ----------------------------- | -------------------------------------------------------- |
| المساحة (كم2)                                             | 465                           | 643.80 ألف                                               |
| عدد السكان (نسمة)                                         | 21.73 ألف                     | 67.12 مليون                                              |
| الكثافة السكانية (ن./كم²)                                 | 4.67 ألف                      | 104.26                                                   |
| العاصمة                                                   | نغيرولمود، كورور              | باريس                                                    |
| اللغة الرسمية                                             | لغة إنجليزية، اللغة البالاوية | لغة فرنسية                                               |
| العملة                                                    | دولار أمريكي                  | يورو، فرنك س ف ب، فرنك فرنسي، Livre tournois ‏            |
| الناتج المحلي الإجمالي (بليون دولار)                      | 291.54 مليون                  | 2.58 تريليون                                             |
| الناتج المحلي الإجمالي (تعادل القوة الشرائية) بليون دولار | 326.12 مليون                  | 2.87 تريليون                                             |
| الناتج المحلي الإجمالي الاسمي للفرد دولار أمريكي          | 13.50 ألف                     | 36.20 ألف                                                |
| الناتج المحلي الإجمالي للفرد دولار أمريكي                 | 14.76 ألف                     | 39.33 ألف                                                |
| مؤشر التنمية البشرية                                      | 0.780                         | 0.888                                                    |
| رمز المكالمات الدولي                                      | +680                          | +33                                                      |
| رمز الإنترنت                                              | .pw                           | .fr، .bzh ‏، .tf، .re، .wf، .yt، .pm، .paris              |
| المنطقة الزمنية                                           | ت ع م+09:00                   | أوروبا/باريس ‏، توقيت وسط أوروبا، توقيت وسط أوروبا الصيفي |

## منظمات دولية مشتركة
يشترك البلدان في عضوية مجموعة من المنظمات الدولية، منها:
| علم المنظمة | اسم المنظمة                        | تاريخ انضمام بالاو | تاريخ انضمام فرنسا |
| ----------- | ---------------------------------- | ------------------ | ------------------ |
|             | مؤسسة التنمية الدولية              | 16 ديسمبر 1997     | 30 ديسمبر 1960     |
|             | الأمم المتحدة                      | 15 ديسمبر 1994     | 24 أكتوبر 1945     |
|             | البنك الدولي للإنشاء والتعمير      | 16 ديسمبر 1997     | 27 ديسمبر 1945     |
|             | بنك التنمية الآسيوي                | 2003               | 1970               |
|             | منظمة حظر الأسلحة الكيميائية       | ?                  | ?                  |
|             | مؤسسة التمويل الدولية              | 16 ديسمبر 1997     | 20 يوليو 1956      |
|             | وكالة ضمان الاستثمار متعدد الأطراف | 16 ديسمبر 1997     | 28 ديسمبر 1989     |
|             | يونسكو                             | 20 سبتمبر 1999     | 4 نوفمبر 1946      |

## وصلات خارجية
- موقع وزارة الخارجية الفرنسية